# Jürgen Warnke

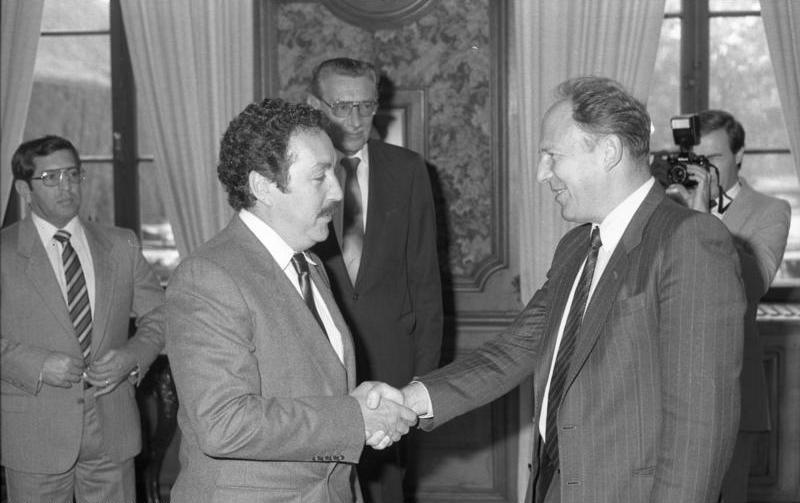
Minister Jürgen Warnke (r.) begrüßt 1986 den Präsidenten der Republik Guatemala, Marco Vinicio Cerezo Arévalo

Jürgen Franz Karl Walter Warnke (* 20. März 1932 in Berlin; † 27. April 2013 in Klanxbüll) war ein deutscher Jurist und Politiker (CSU). Er war von 1982 bis 1987 sowie von 1989 bis 1991 Bundesminister für wirtschaftliche Zusammenarbeit und von 1987 bis 1989 Bundesminister für Verkehr.

## Leben und Beruf
Nach dem Abitur 1950 in Hof absolvierte Warnke ein Studium der Rechtswissenschaft und der Volkswirtschaftslehre in München, Genf und Würzburg, welches er mit dem ersten und 1958 mit dem zweiten juristischen Staatsexamen beendete. 1958 erfolgte auch seine Promotion zum Dr. iur. mit der Arbeit Die innerparteiliche Demokratie und ihre Verwirklichung in den französischen politischen Parteien bei Friedrich August von der Heydte. Er war dann von 1959 bis 1962 wissenschaftlicher Mitarbeiter der CSU-Landesgruppe im Deutschen Bundestag und Assistent von Hermann Höcherl. Seit 1961 war er als Rechtsanwalt zugelassen. 1962 war er der Geschäftsführer des Verbandes der Chemischen Industrie, Landesverband Bayern. Von 1964 bis 1982 war er Hauptgeschäftsführer des Verbandes der Keramischen Industrie.
Jürgen Warnke war verheiratet und hatte sechs Kinder.

## Politische Karriere
Seit 1958 war Warnke Mitglied der CSU und gehörte von 1962 bis 1970 dem Bayerischen Landtag an.
Von 1969 bis 1998 war er Mitglied des Deutschen Bundestages. Dort war er von 1969 bis 1980 Vorsitzender des Beirates des Bundestages für handelspolitische Vereinbarungen und von 1980 bis 1982 stellvertretender Vorsitzender der CDU/CSU-Bundestagsfraktion.
Jürgen Warnke war seit 1980 als direkt gewählter Abgeordneter des Wahlkreises Hof und davor stets über die Landesliste Bayern in den Bundestag eingezogen.

## Öffentliche Ämter

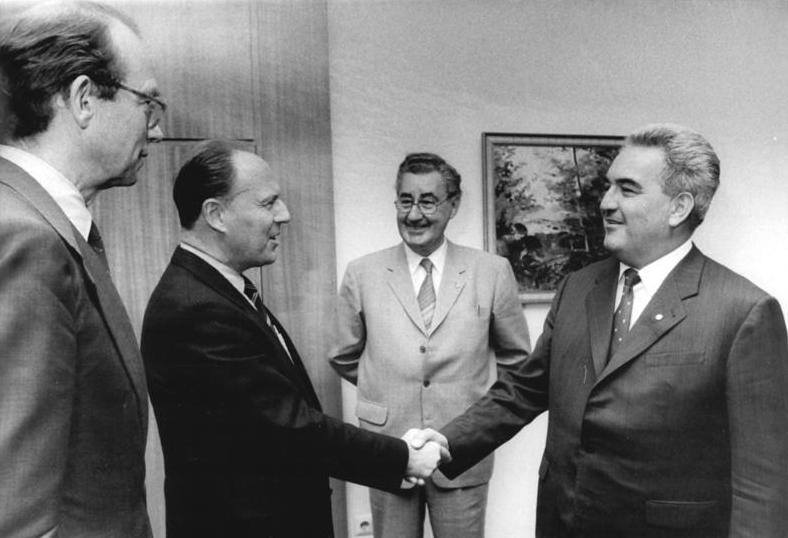
Verkehrsminister Jürgen Warnke (2.v.l) trifft bei einem Dienstbesuch in der DDR 1988 mit Günther Kleiber, Otto Arndt (zweiter von rechts) sowie Hans-Otto Bräutigam (links) zu einem Gespräch zusammen.

Nach der Wende in Bonn berief Helmut Kohl, drei Tage zuvor erstmals zum Bundeskanzler gewählt, Warnke am 4. Oktober 1982 zum Bundesminister für wirtschaftliche Zusammenarbeit in sein Kabinett Kohl I. Nach der Bundestagswahl 1983 behielt er im Kabinett Kohl II diesem Posten.
Nach der Bundestagswahl 1987 übernahm er am 12. März 1987 das Bundesministerium für Verkehr (Kabinett Kohl III). Bei der Kabinettsumbildung im April 1989 wurde ihm am 21. April 1989 schließlich erneut die Leitung des Bundesministeriums für wirtschaftliche Zusammenarbeit übertragen. Nach der Bundestagswahl 1990 schied Warnke am 18. Januar 1991 aus der Bundesregierung aus. Ihm folgte Carl-Dieter Spranger (CSU).

## Kritik
Die Gesellschaft für Technische Zusammenarbeit kritisierte, dass unter Warnkes Leitung des Ministeriums für wirtschaftliche Entwicklung die Entwicklungshilfe der Bundesrepublik nach politischen Maßstäben erfolgt wäre. So seien etwa bereits getroffene Zusagen für Projekte in Nicaragua im Umfang von 50 Millionen Mark widerrufen worden, um nicht mit diesem Geld das dortige sandinistische Linksregime zu unterstützen. Dagegen seien jedoch andere Diktaturen, wie die Mobutus in Zaire, großzügig gefördert worden.

## Ehrungen
- 1980: Verdienstkreuz 1. Klasse der Bundesrepublik Deutschland
- 1986: Großes Verdienstkreuz der Bundesrepublik Deutschland
- 1986: Orden El Sol del Perú
- Ehrenbürger von Selb

## Kabinette
- Kabinett Kohl I – Kabinett Kohl II – Kabinett Kohl III